# West Glacier
West Glacier est une petite localité non incorporée située à l'est du comté de Flathead dans l'État du Montana aux États-Unis. La localité se situe au niveau de l’entrée occidentale du parc national de Glacier. Elle est située sur le trajet de l'U.S. Highway 2 et de la ligne de chemin de fer de BNSF.  Le quartier général des services du parc national de Glacier se situe à proximité. La population, fortement dépendante du tourisme, est très réduite en hiver alors qu'elle augmente fortement lors de la saison touristique. L’altitude est de 966 mètres.

## Histoire
À cause de son éloignement, la région fut longtemps délaissée par les colons jusqu'à la création de la ligne de chemin de fer Great Northern Railway en 1893. Une gare nommée Belton fut installée à cet endroit et la population commença à s'installer à proximité en vue de développer la région. Un bureau de poste apparut en 1900. La population résidente resta néanmoins réduite à cause des conditions difficiles de la région.
Au début du XXe siècle, un petit nombre de touristes arrivèrent dans la région pour visiter les montagnes proches. En 1910, la région située à l'est fut transformée en parc national de Glacier. La station de Belton devint une des portes d'entrée principale du parc. La compagnie ferroviaire fit construire un complexe du nom de Belton Chalets pour accueillir les touristes.  Ces chalets existent toujours au XXIe siècle et sont classés National Historic Landmarks. 
L'arrivée de touristes augmenta durant les années 1920 et 1930 grâce à l’apparition de routes dans la région.
Les travaux de l'autoroute U.S. Highway 2 furent terminés en 1930 pour franchir le col de Marias Pass et la route touristique Going-to-the-Sun Road qui traverse le parc  fut complétée en 1932.  En 1938, des commerces furent construits à l’attention principale des touristes. Ces commerces existent toujours.
La ville de Belton fut renommée West Glacier en 1949 pour mieux refléter sa position géographique à l'ouest du parc de Glacier. La gare et les chalets gardèrent toutefois leurs noms.